# Dorian West
Dorian Edward West (Wrexham, 5 ottobre 1967) è un allenatore ed ex giocatore di rugby a 15, vincitore della Coppa del Mondo 2003 con l'Inghilterra.
Tallonatore di ruolo, trascorse tutta la carriera professionistica nel Leicester e al 2023 è allenatore degli avanti del Sale Sharks.

## Biografia
Nato a Wrexham, in Galles, la famiglia di Dorian West si trasferì in Inghilterra quando questi era ancora giovane. All'inizio della sua attività agonistica West intraprese la professione di agente presso il dipartimento di polizia del Nottinghamshire, lavoro che tenne fino al 1997, quando fu introdotto il professionismo nel rugby XV.
Il primo contratto da professionista che West firmò fu a 30 anni con il Leicester, club nel quale peraltro aveva già militato da dilettante dal 1988 al 1991, anno del citato impiego in polizia, quando si trasferì a Nottingham.
Le ottime prove messe in mostra nel suo club lo posero all'attenzione di Clive Woodward che, poco più di una stagione dopo, lo convocò per l'Inghilterra (benché, per nascita, West avesse il diritto di optare eventualmente per il Galles) nel Cinque Nazioni 1998: partito dalla panchina, West subentrò in seguito a Richard Cockerill, del quale anche a Leicester era riserva. Nella partita successiva Cockerill fu indisponibile, ma Mark Regan fu selezionato al suo posto, e West fu mandato di nuovo in panchina, sebbene riuscì ad aver modo di subentrare nel corso dell'incontro.
L'incerta forma fisica fece gradualmente perdere a Cockerill il posto in squadra a Leicester in favore di West: quando poi - a causa di polemiche con il tecnico - il C.T. Woodward smise di convocare il giocatore, West divenne la prima scelta sia in club che in selezione nazionale. Nel 2001 partecipò quindi da titolare al Sei Nazioni, disputò i test estivi e giunse anche la convocazione per i British Lions, per i quali tuttavia non disputò mai alcun test match ufficiale: impegnato in un incontro dei Lions con una selezione locale, la sua performance gli valse la convocazione in panchina per gli ultimi due test, ma non fu mai utilizzato.
Nel 2003, West fu capitano nell'ultimo match prima della Coppa del Mondo; nel mondiale australiano fu impiegato in due incontri, il 111-13 contro l'Uruguay e la vittoria in semifinale sulla Francia. A seguito della conquista della Coppa del Mondo gli fu conferita l'onorificanza di Membro dell'ordine dell'Impero Britannico (MBE). Alla fine della Coppa West annunciò il ritiro dell'attività internazionale e, pochi mesi più tardi, nel maggio 2004, a 37 anni, quello definitivo.
Dopo il ritiro West fu ingaggiato per allenare il pacchetto difensivo della Nazionale inglese U-21; dal giugno 2007 svolge analogo compito nei Northampton Saints

## Palmarès
- Coppe del mondo: 1
Inghilterra: 2003.
- Premiership: 4
Leicester: 1998-99; 1999-2000; 2000-01; 2001-02
- Coppe Anglo-Gallesi: 1
Leicester: 1996-97
- Heineken Cup: 2
Leicester: 2000-01; 2001-02